# Vinco
Vinco è un census-designated place (CDP) nella contea di Cambria dello Stato della Pennsylvania, Stati Uniti d'America.